# Oncorhynchus rastrosus
Oncorhynchus rastrosus är en utdöd art i släktet stillahavslaxar som levde under miocen och pliocen för 12 till 5 miljoner år sedan.

## Utseende
Arten är med en uppskattad längd av 2,4 meter och en vikt av cirka 200 kg den största kända laxfisken som har levt på jorden. Fisken hade upp till 5 cm långa huggtänder. Dessa hittades bredvid käken och i början antogs att de var placerade ungefär lodrätt på framsidan som hos en sabeltandstiger. Efter nya fynd och en undersökning från april 2024 står det klart att de böjda huggtänderna var placerade på käkarnas sida liksom betar hos vårtsvin. Huggtänder fanns hos honor och hannar. Uppskattningsvis användes de som försvar mot fiender och artfränder eller för att gräva i havets botten. Andra kännetecken av käkarna tyder på att Oncorhynchus rastrosus hade smådjur som föda.

## Upptäcktshistoria
De första fossilen hittades under 1970-talet i Oregon och Kalifornien i västra USA. Holotypen är ett kranium med tänder och delar av gälöppningarna. Släktnamnet var tidvis Smilodonichthys som passade bättre till den äldre sabeltandslax-hypotesen.